# Вредители и болезни бука европейского
Вредители и болезни бука европейского.

## Насекомые

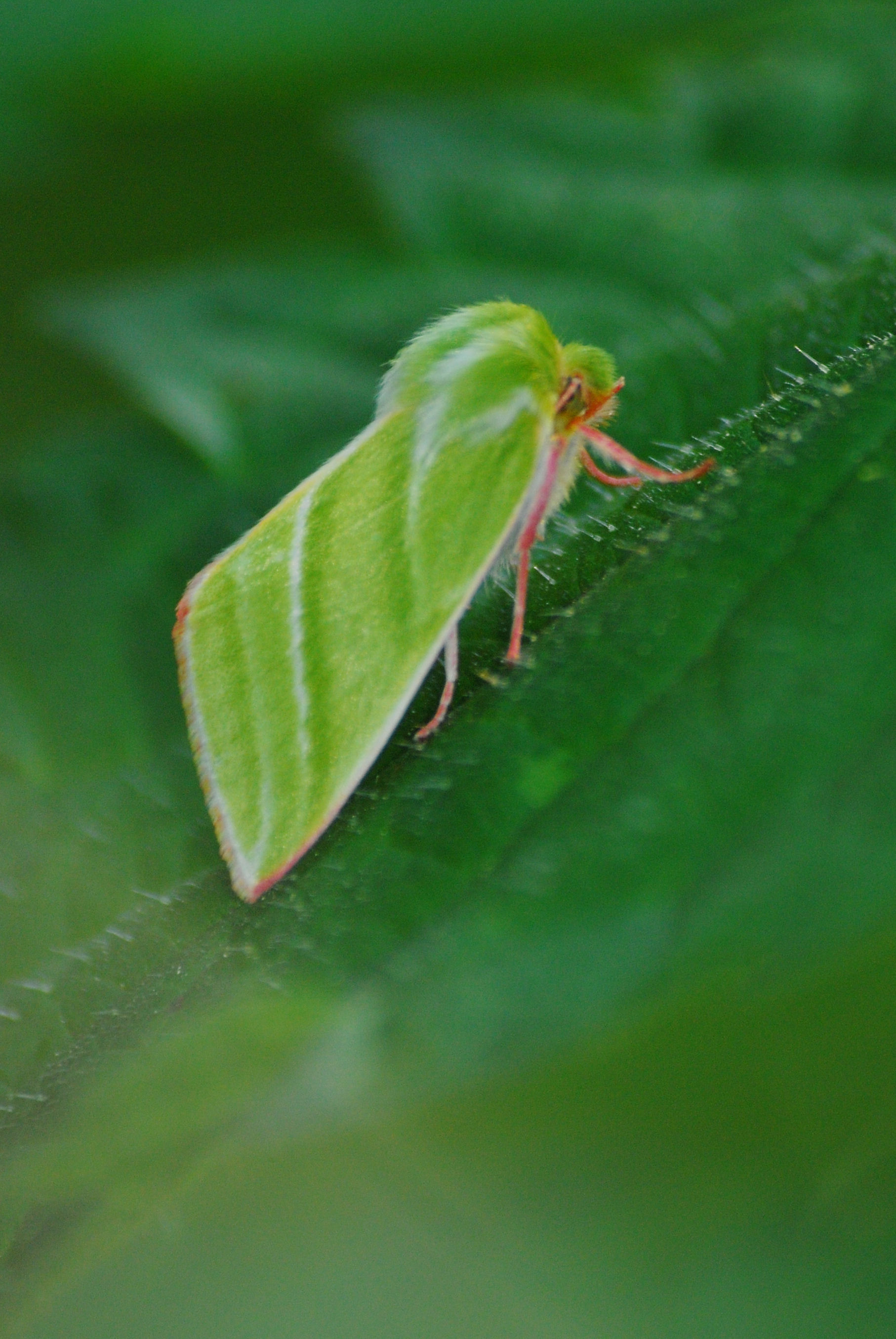
Челночница буковая

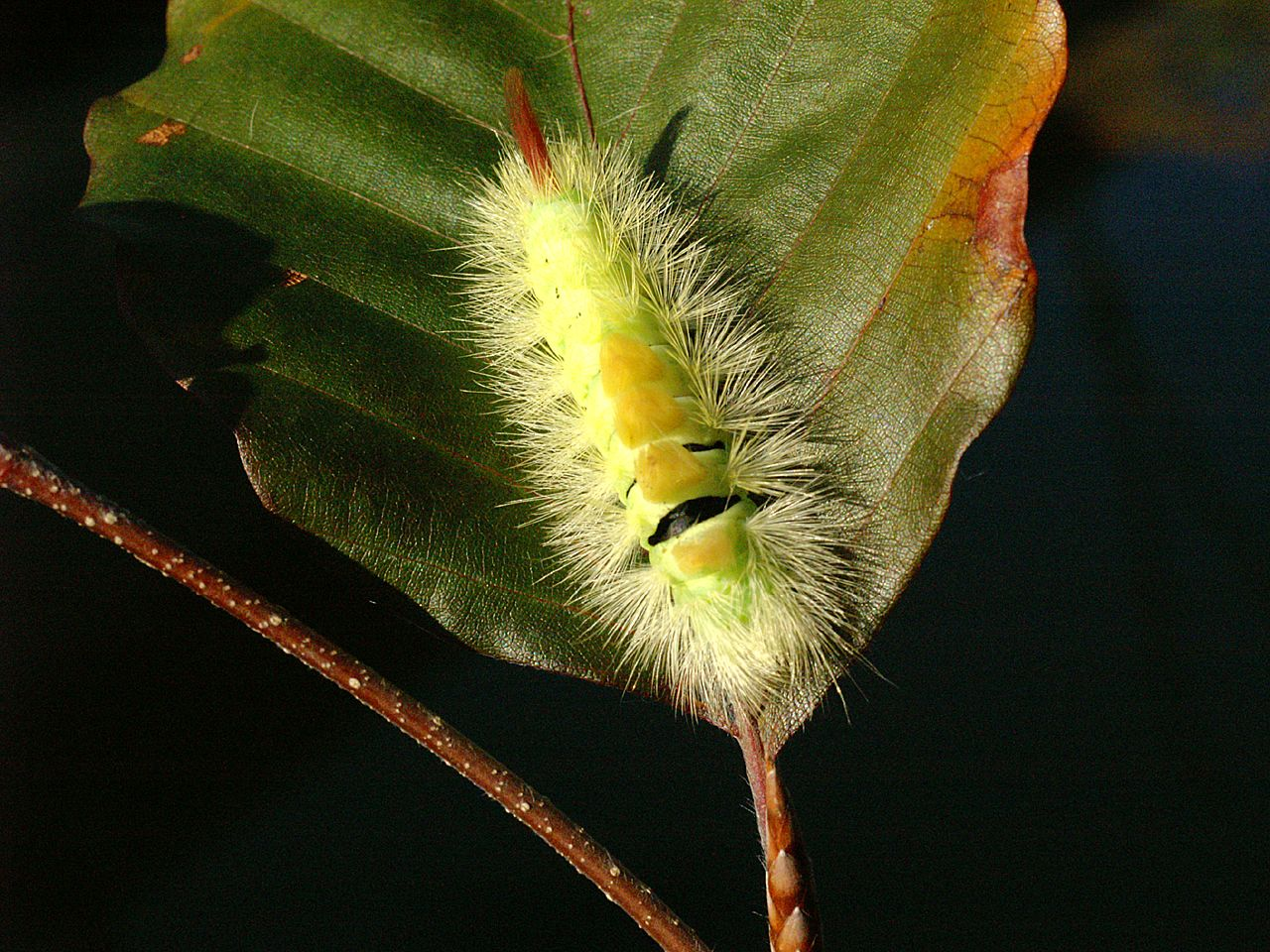
Гусеница краснохвоста на листе бука

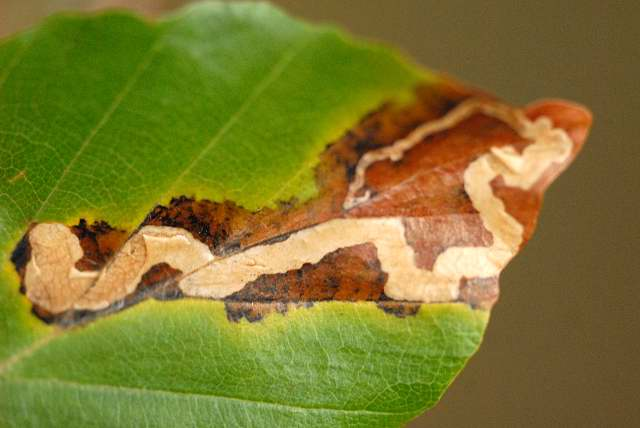
Мины на листе бука, проделанные Stigmella hemargyrella, Бельгия, Верхние Арденны

К опасным вредителям бука европейского относится бабочка непарный шелкопряд, гусеницы которой объедают листву и тем самым ослабляют деревья:634—635, хотя массового поражения бука этим вредителем до сих пор отмечено не было:294. Листья бука поедают, скелетируют, минируют, сворачивают в трубки гусеницы краснохвоста, пядениц зимней, обдирало:401, оранжевой (нем. Orangegelber Breitflügelspanner), жёлто-серой (англ. Dotted Border), многих других видов пядениц, в том числе северной буковой пяденицы (нем. Buchen-Frostspanner), стрельчаток пси:390—391, лат. Acronicta auricoma, Acronicta rumicis:401, многих листовёрток, в том числе листовёртки буковой (Isotria hybridana):274, строфедры буковой (Strophedra weirana):310, златогузки:401, буковой серпокрылой моли (Ypsolopha parenthesella):263, буковой весенней моли (нидерл. Voorjaarskortvleugelmot):297, челночница буковая:403, буковой цельнокрайной хохлатки (англ. Drymonia obliterata) и другими видами хохлаток:401, вилохвоста букового:274—277:339, буковой минирующей (Lithocolletis cramerella):243, дубовой моли-пестрянки (Gracilaria alchimiella):236. Некоторые из них повреждают также почки, бутоны и молодые листочки бука. Повреждают почки бука гусеницы чехлоноски Postvinculia lutepennalla:106. Гусеницы зелёно-бурой листовёртки (Syricoris lacunana) вредят сеянцам и молодой поросли бука. Вспышки массового размножения краснохвоста наблюдались на обширной территории в несколько тысяч га от Бельгии, Нидерландов, Франции через Германию до Польши, Болгарии, Украины и России, охватывая лиственные леса и посадки молодых растений из семейств буковых, берёзовых, розоцветных и ивовых. Деревья при этом оголялись или подвергались сильной дефолиации:280—281. Личинки различных видов долгоносиков повреждают листья и почки бука, среди них долгоносик буковый листовой:114.
Плоды бука повреждают гусеницы желудёвой ранней (нем. Früher Kastanienwickler):231—232 и дубовой рыжей (англ. Cydia amplana):309—310, серой дубовой:317—318, а также буковой (англ. Cydia fagiglandana) плодожорок:184—205:310—311.
Другую группу вредителей бука составляют скрытностволовые вредители. Считается, что насекомые, питающиеся древесиной, поселяются на живых деревьях, только когда они ослаблены какими-либо внешними воздействиями климатического, стихийного или хозяйственного порядка (засухи, пожары, осветление при рубке и т. д.). Живое дерево активно реагирует на заселение жуками, выделяя живицу, сок, препятствуя существованию личинок в коре, древесине:436. Однако последние данные свидетельствуют о том, что ряд скрытностволовых вредителей селится и на здоровых деревьях. Под влиянием жизнедеятельности этих насекомых резко снижается прирост деревьев, в дальнейшем они засыхают, скрытностволовые вредители способных погубить их в течение 2—3 лет (например, древоточец пахучий). Эта особенность до последнего времени недоучитывалась и всех скрытностволовых вредителей относили ко «вторичным вредителям» леса:637—638. Вредит буковым деревьям усач зернистоусый:25, личинки которого заселяют стволы старых и больных деревьев, а также часто нападают на деревья с небольшими морозобойными ранами на древесине. Вредят буку, поедая древесину, личинки златок узкотелых дубовой (Agrilus angustulus), удлинённой (Agrilus sulcicollis), зелёной (Agrilus viridis):18—21, усача большого дубового:35—36, усача поперечнополосатого:43—44, заболонника дубового:84, древоточца пахучего:47—48, усачей большого дубового и малого дубового:30—31, жуков-лубоедов и короедов, в том числе лубоеда букового (Phloeophthorus brevicollis) и короеда букового (Ernoporus fagi):200, гусеницы древесницы въедливой:50. Если в буковом лесу поселяется короед буковый, то на кроне многих живых деревьев отмирают ветви и побеги на длину до 8 см. Этот вредитель является единственным монофагом бука, хотя изредка встречается и на грабе.
К вредителям бука относится медведка обыкновенная. Хотя медведка питается многими вредными насекомыми и почвенными беспозвоночными, при массовом размножении она может нанести ощутимый вред деревьям:178—181.

## Вредители, вызывающие образование галлов

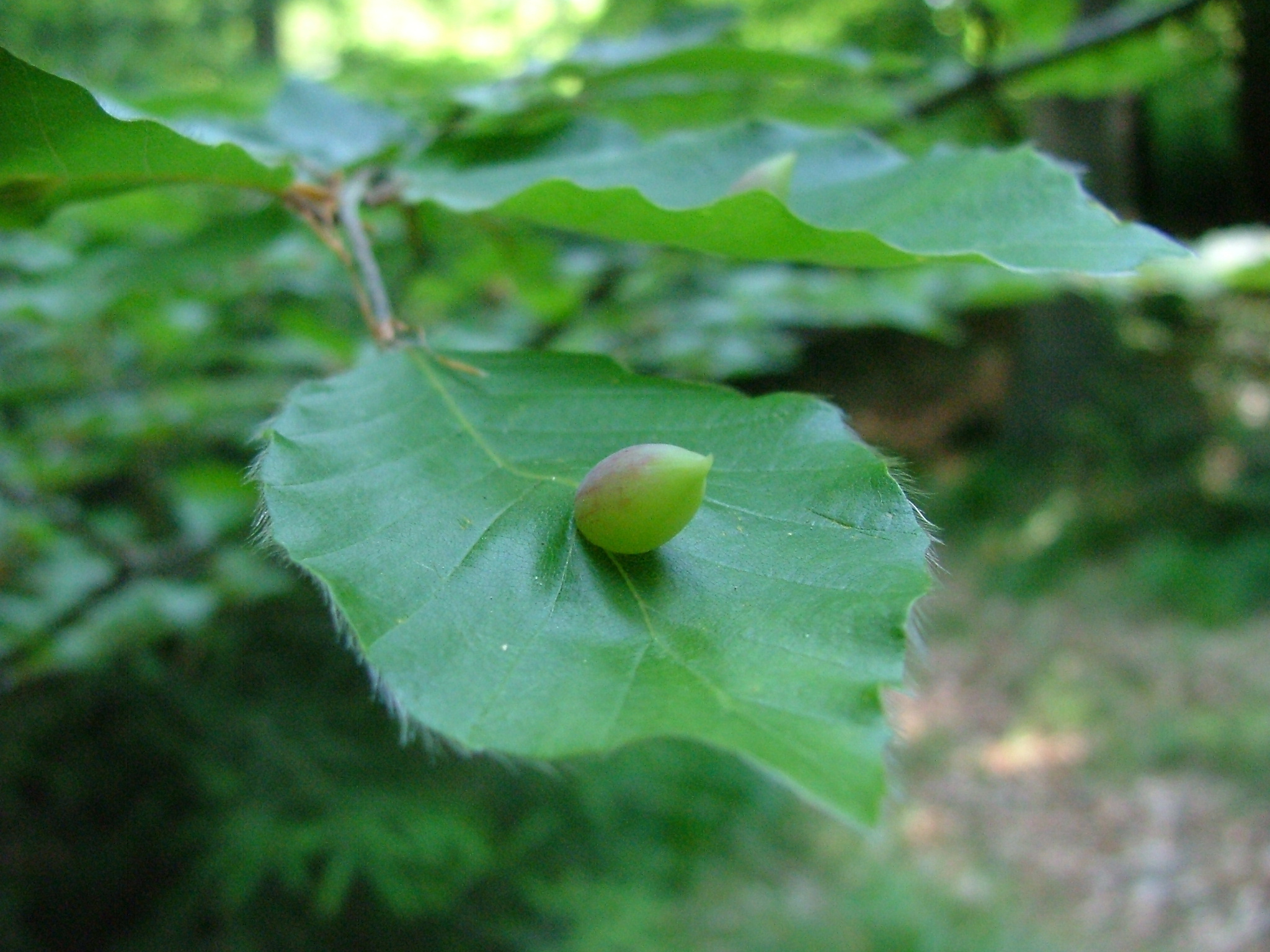
Галл на листе бука, вызванный Mikiola fagi

Некрупные острые галлы, появляющиеся на листьях бука, — результат заражения мушкой-паразитом буковой обыкновенной галлицей (фр. Mikiola fagi):502. Они представляют собой сердцевинные галлы с запором наподобие клапана:503, внешне похожие на костянку:501. Небольшие галлы в углах жилок на верхней стороне листьев возникают в результате заражения буковым клещом (Monochetus sulcatus):151. Эти галлы представляют собой войлочные вздутия зеленоватого цвета:494. Личинки буковой почковой галлицы (Contarinia fagi) вызывают разрастание почек:512.

## Тля, клещи, червецы
Очень большой вред наносит буковым деревьям тля Schizodryobius pallipes, поселяющаяся большими колониями на их побегах, ветвях и корнях. У повреждённых деревьев лопается кора и происходит дегенерация камбия, что в свою очередь приводит к заражению растения буковым язвенным грибом (англ. Nectria ditissima):260—261.
Опасным вредителем бука европейского является красный плодовый клещ. Повреждённые им листья теряют до 38 % хлорофилла:113—115. Буковый почковый клещ (Aceria blastophthira) вызывает разрастание почек бука (до 30 мм в длину и 12 мм в поперечнике). Повреждённые почки не раскрываются, а листья — засыхают:143.
Бук может поражаться червецом буковым войлочником (англ. Cryptococcus fagisuga), который вызывает образование наростов на стволе и ветках, а также отмирание тканей и позволяет через появляющиеся отверстия в коре проникнуть патогенным грибам Nectria coccinea var. faginata (англ. Nectria coccinea) и Nectria galligena (англ. Neonectria galligena):309.

## Патогенные грибы

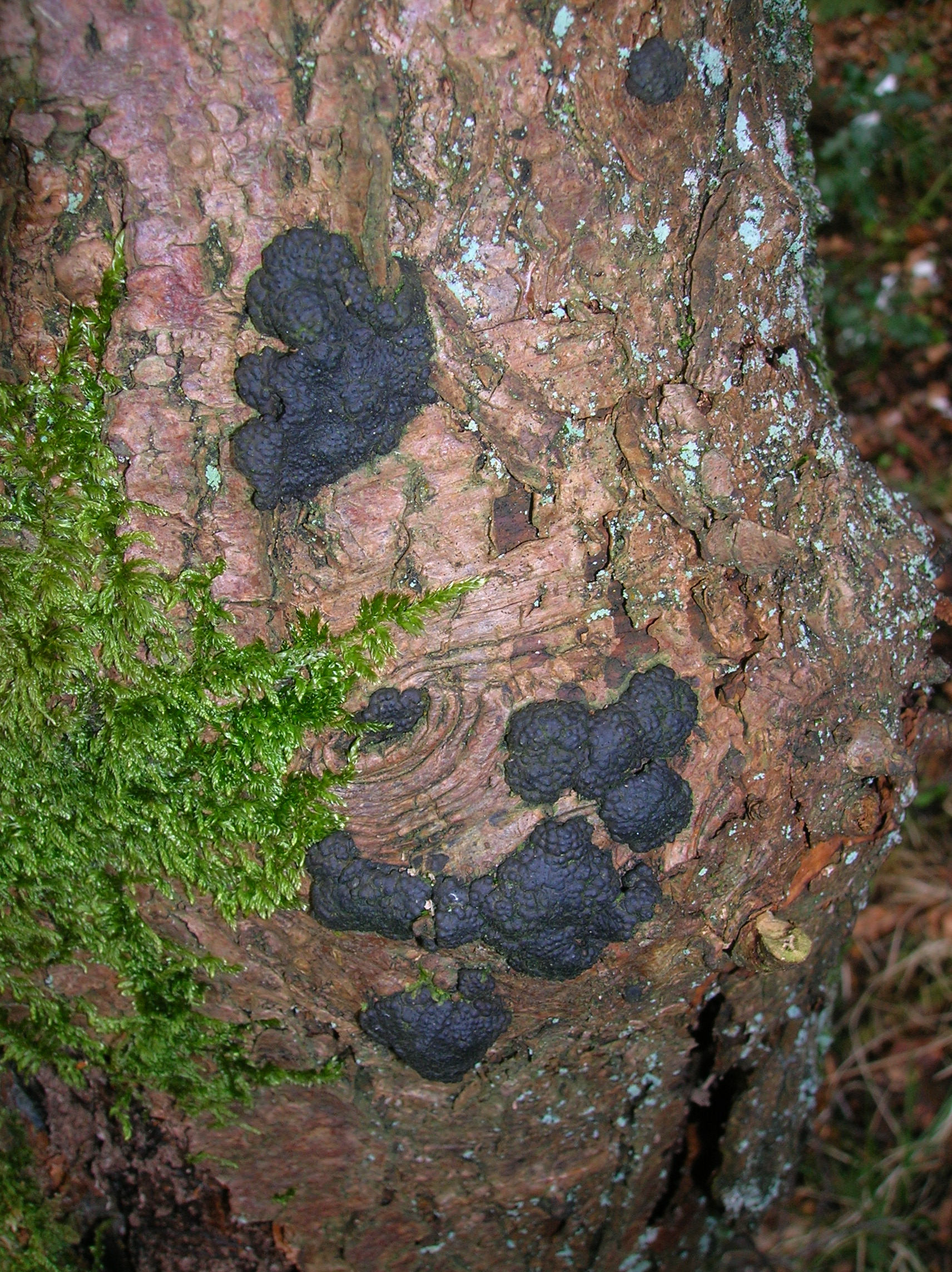
Biscogniauxia nummularia на поверхности ствола, Бейт, Норт-Эршир, Шотландия

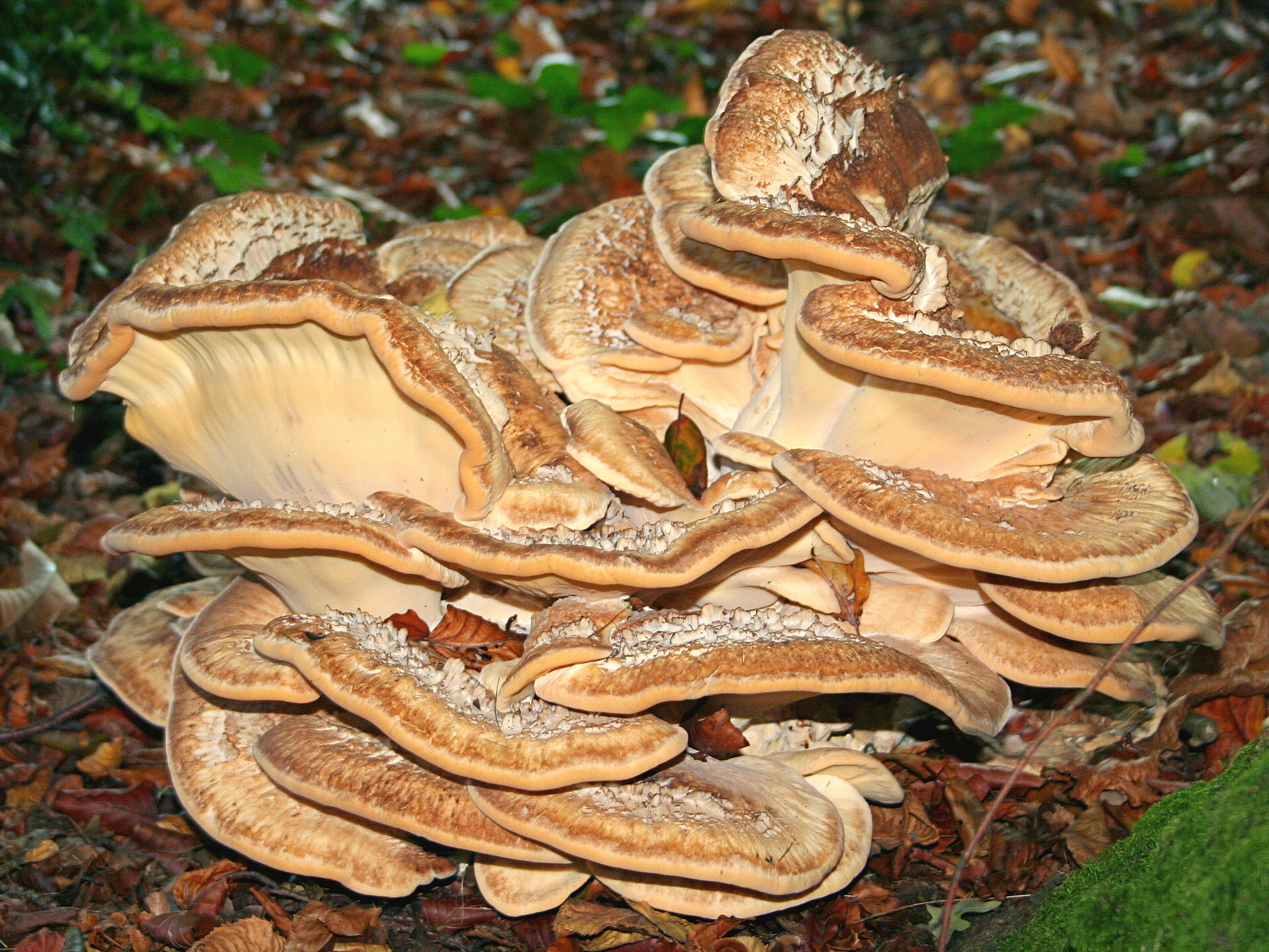
Мерипилус гигантский, Бельгия

Мучнистая роса на буке вызывается грибом Phyllactinia guttata (англ. Phyllactinia guttata):55. Она приводит к преждевременному засыханию листьев во второй половине лета:234.
Существует около 700 видов грибов, вызывающих гниение древесины бука:207. Поражения бука европейского оомицетом Phytophthora cambivora (англ. Phytophthora cambivora) были отмечены в Италии и Германии. Другой патоген этого рода Phytophthora cactorum (англ. Phytophthora cactorum) (син. Phytophthora omnivora) вызывает гниль всходов бука.
Аскомицет Biscogniauxia nummularia (англ. Biscogniauxia nummularia)— основной патоген бука, вызывающий заболевание неммуляриевый некроз, язвы и гниль древесины, а при значительном повреждении увядание деревьев. Массовую гибель буков на Сицилии и в Италии связывают с этим патогеном. В естественном виде он всегда присутствует в буковых лесах, но до сих пор не считался основным вредителем бука. Встречается этот гриб на буковых деревьях и в дубово-буковых лесах Закарпатья:101. Гриб Nectria cinnabarina и его несовершенная форма Tubercularia vulgaris вызывают туберкуляриоз и нектриевый некроз. Поражаются кора, древесина и сосудистая система растения:266—268.
К грибам, поражающим древесину живых буковых деревьев и вызывающим различные виды гнили, относятся мерипилус гигантский, трутовик скошенный, бесплодные тела которого известны под названием «чага»:331, настоящий трутовик:332, серно-жёлтый трутовик:329 и некоторые другие виды трутовиков. Настоящий трутовик в буковых лесах может стать причиной массового бурелома:333.
Морозобойные раны в виде трещин коры и ствола при резком понижении температуры, свойственные буковым деревьям, имеющим широкие сердцевинные лучи, приводят к заболеванию, называемому морозобойный рак, внешне представляющему собой обычную рану, окружённую наплывом. Развитию заболевания способствуют влажные местообитания, в которых у деревьев сердцевинные лучи более широкие и содержат больше влаги:89. Болезнь вызывают сумчатые грибы Neonectria galligena (англ. Neonectria galligena) и буковый язвенный гриб (англ. Nectria ditissima):285—287.
Плоды бука могут поражаться зелёной плесенью, вызываемой грибами из рода Penicillium. Семена при этом теряют всхожесть. Семена, поражённые чёрной плесенью, вызываемой несовершенными грибами из родов Cladosporium, Alternaria, Hormiscium, Aspergillus, плохо прорастают, а если прорастают, то поражаются проростки и всходы.

## Паразитирующие растения
На корнях бука паразитирует петров крест чешуйчатый.

## Моллюски
Среди вредителей бука есть и брюхоногие моллюски, например, агардия Бильца (Agardhia bielzi) повреждает молодые побеги и листья бука, витреа диафана (Vitrea diaphana) — прорастающие семена, горная улитка (Helix lucorum) — молодые побеги, листья и прорастающие семена.

## Млекопитающие и птицы
Животные, в частности, птицы, питающиеся буком, зачастую наносят большой вред его плодоношению. Животные являются основными распространителями семян бука, однако множество буковых орешков уничтожается ими. Большое количество семян бука поедают мыши и полёвки, отличающиеся большой прожорливостью. По наблюдениям П. А. Свириденко над желтогорлыми, лесными и полевыми мышами, рыжими полёвками, каждый грызун в условиях опыта съедал в сутки в среднем (в зависимости от вида) от 1,7 до 3,9 жёлудя, или от 3,7 до 5,5 лесного ореха. При такой прожорливости, а также из-за резко выраженного рефлекса запасания корма (особенно у желтогорлой мыши) и высокой численности грызунов в лесу уничтожение опавших семян идёт очень интенсивно.
Наряду с грызунами буковыми орешками питаются хищники и копытные. Численность их невелика, зато потребность в пище весьма значительна. По данным С. С. Донаурова и В. П. Теплова, в желудке кабана содержится до 3 кг пищевой массы, что соответствует 12 000 буковых орешков. Кроме того, кабаны, вытаптывая и перерывая лесную почву, создают участки с полностью уничтоженной травянистой растительностью и значительно сокращённой почвенной мезофауной:35—36.
Своеобразные повреждения буковым деревьям наносят дятлы, которые «кольцуют» их (преимущественно в весеннее время) и пьют вытекающий при этом с деревьев сок. Дятлы часто из года в год долбят одни и те же деревья. Такие повреждения ослабляют деревья, на месте повреждённой коры образуются вздутия, а через отверстия могут проникнуть патогенные грибы.
В горных лесах Крыма копытные (косули, олени), зайцы и мышевидные грызуны являются важнейшим фактором, препятствующим естественному возобновлению бука, так как повреждают и уничтожают значительную часть подроста. Дикими животными повреждается около 80 % подроста. Повреждённые деревья после этого приобретают уродливую форму.

## Болезни
Буковые леса страдают также от воздействия на них вредоносных факторов человеческой цивилизации. Так, большие массивы буковых, а также другие виды лесов пострадали в конце 70-х — начале 80-х годов XX века в Польше (в Судетах, Крконоше и Изерских горах) от кислотных дождей. Вредители и болезнетворные микробы, напавшие на ослабленные и больные деревья, довершили процесс их разрушения.
Бук европейский, как и другие деревья, страдает от воздействия на него дыма и газов, которые могут вызвать у него отравление. Это заболевание может быть острым или хроническим. При хроническом течении болезни жизненные функции нарушаются постепенно, а при остром — поражаются отдельные части растения, особенно листья, на которых появляются некрозные пятна:38.